# Franz Steiner (Politiker, 1875)
Franz Steiner (* 23. Januar 1875 in Matrei am Brenner, Tirol; † 4. Mai 1947 ebenda) war Sägewerksbesitzer und österreichischer Politiker der Christlichsozialen Partei (CSP).

## Politische Funktionen
- Bürgermeister von Matrei am Brenner

## Politische Mandate
- 18. Mai 1927 bis 1. Oktober 1930: Abgeordneter zum Nationalrat (III. Gesetzgebungsperiode), CSP